# Дронго середній
Дронго середній (Dicrurus densus) — вид горобцеподібних птахів родини дронгових (Dicruridae).

## Поширення
Вид поширений в Індонезії та Східному Тиморі. Трапляється на Малих Зондських островах і на півдні Молуккських островів від Ломбока до Танімбарських островів. Мешкає у тропічних та субтропічних вологих низовинних лісах, культивованих районах, мангрових лісах.

## Опис
Птах завдовжки 28—38 см. Це птах з міцною і стрункою зовнішністю, великою округлою головою, конусоподібним і міцним дзьобом, короткими ногами, довгими крилами і довгим хвостом з роздвоєним кінцем. Оперення глянцево-чорне з синьо-зеленим відтінком. Дзьоб і ноги чорнуватого кольору, очі червонувато-коричневі.

## Спосіб життя
Трапляється парами або поодинці. Харчується комахами, їхніми личинками та іншими безхребетними, які знаходяться на землі, в польоті або серед гілок та листя дерев та кущів. Також поїдає дрібних хребетних, зерно, ягоди, нектар.

## Підвиди
- Dicrurus densus vicinus Rensch, 1928 — ендемік острова Ломбок;
- Dicrurus densus bimaensis Wallace, 1864 — поширений на островах Сумбава, Комодо, Рінка, Флорес, Солор, Адонара, Лембата, Пантар, Алор і Гунунгапі;
- Dicrurus densus sumbae Rensch, 1931 — Сумба;
- Dicrurus densus densus (Bonaparte, 1850) — поширений на островах Роті, Семау, Тимор, Атауро, Ветарі та на островах Сермата;
- Dicrurus densus kuehni Hartert, 1901 — ендемік островів Танімбар;
- Dicrurus densus megalornis Gray, 1858 — поширений на островах Горонг, Ватубела та Кай.